# Stážista
Stážista je americký komediální film, režírovaný Nancy Meyers. Hlavními hvězdami jsou Anne Hathawayová a Robert De Niro.

## Děj
Jules Ostin (Anne Hathawayová), zakladatelka módní společnosti, souhlasí s přijetím seniora Bena Whittakera (Robert De Niro) do firmy na místo stážisty, které je součástí místního osvětového programu. Ten se postupně stane jejím blízkým přítelem a pomáhá jí řešit jak otázky týkající se budoucnosti společnosti, tak její rodinné problémy. Stejně tak poskytuje rady a oporu i svým mladším kolegům.

## Obsazení
- Robert De Niro – Ben Whittaker
- Anne Hathawayová – Jules Ostin
- Rene Russo – masérka a Benova nová přítelkyně
- Adam DeVine – Jason
- Zack Pearlman[1] – Davis
- Jason Orley – Lewis
- Andrew Rannells – Cameron
- Anders Holm – Julesin manžel Matt
- JoJo Kushner – Julesina a Mattova dcera Paige
- Christina Scherer – Julesina asistentka Becky
- Linda Lavin – odmítnutá Benova nápadnice Patty
- Nat Wolff – Justin
- Molly Bernard – Samantha
- Christine Evangelista – Mia

Reid Scott měl hrát možného nového ředitele Julesiny společnosti, ale v konečné verzi filmu se o jeho postavě jen hovoří.

## Produkce
Film mělo původně připravovat studio Paramount Pictures, v hlavních rolích s Tinou Fey a Michaelem Cainem. Kvůli neshodám s rozpočtem se Meyers rozhodla nabídnout film dalším studiím. Film přebralo studio Warner Bros., kde Fey nahradila Reese Witherspoonovou, která však 15. ledna 2014 od filmu upustila, kvůli plnému rozvrhu. 7. února bylo oficiálně rozhodnuto, že hlavní roli převezme Anne Hathawayová.